# Skutzia inopinata
Skutzia inopinata är en tvåvingeart som beskrevs av Reiss 1985. Skutzia inopinata ingår i släktet Skutzia och familjen fjädermyggor.
Artens utbredningsområde är British Columbia. Inga underarter finns listade i Catalogue of Life.